# Canteleu
Canteleu és un municipi francès situat al departament del Sena Marítim i a la regió de Normandia. L'any 2007 tenia 14.430 habitants.

## Demografia

### Població
El 2007 la població de fet de Canteleu era de 14.430 persones. Hi havia 6.006 famílies de les quals 2.070 eren unipersonals (757 homes vivint sols i 1.313 dones vivint soles), 1.454 parelles sense fills, 1.741 parelles amb fills i 741 famílies monoparentals amb fills.
La població ha evolucionat segons el següent gràfic:
Habitants censats

### Habitatges
El 2007 hi havia 6.394 habitatges, 6.108 eren l'habitatge principal de la família, 11 eren segones residències i 275 estaven desocupats. 1.875 eren cases i 4.454 eren apartaments. Dels 6.108 habitatges principals, 1.815 estaven ocupats pels seus propietaris, 4.124 estaven llogats i ocupats pels llogaters i 168 estaven cedits a títol gratuït; 168 tenien una cambra, 562 en tenien dues, 1.665 en tenien tres, 2.117 en tenien quatre i 1.597 en tenien cinc o més. 2.623 habitatges disposaven pel capbaix d'una plaça de pàrquing. A 3.260 habitatges hi havia un automòbil i a 1.352 n'hi havia dos o més.

### Piràmide de població
La piràmide de població per edats i sexe el 2009 era:
| Homes | Edats   | Dones |
| ----- | ------- | ----- |
| 0     | 95 o +  | 12    |
| 12    | 90 a 94 | 40    |
| 52    | 85 a 89 | 76    |
| 64    | 80 a 84 | 108   |
| 156   | 75 a 79 | 212   |
| 136   | 70 a 74 | 244   |
| 188   | 65 a 69 | 256   |
| 288   | 60 a 64 | 384   |
| 304   | 55 a 59 | 260   |
| 560   | 50 a 54 | 592   |
| 468   | 45 a 49 | 552   |
| 488   | 40 a 44 | 640   |
| 544   | 35 a 39 | 564   |
| 572   | 30 a 34 | 600   |
| 588   | 25 a 29 | 656   |
| 488   | 20 a 24 | 612   |
| 600   | 15 a 19 | 664   |
| 681   | 10 a 14 | 549   |
| 664   | 5 a 9   | 616   |
| 500   | 0 a 4   | 524   |

## Economia
El 2007 la població en edat de treballar era de 9.349 persones, 6.564 eren actives i 2.785 eren inactives. De les 6.564 persones actives 5.422 estaven ocupades (2.785 homes i 2.637 dones) i 1.143 estaven aturades (610 homes i 533 dones). De les 2.785 persones inactives 726 estaven jubilades, 1.077 estaven estudiant i 982 estaven classificades com a «altres inactius».

### Ingressos
El 2009 a Canteleu hi havia 6.067 unitats fiscals que integraven 14.505 persones, la mediana anual d'ingressos fiscals per persona era de 15.015 €.

### Activitats econòmiques
Dels 402 establiments que hi havia el 2007, 12 eren d'empreses extractives, 11 d'empreses alimentàries, 1 d'una empresa de fabricació de material elèctric, 2 d'empreses de fabricació d'elements pel transport, 15 d'empreses de fabricació d'altres productes industrials, 59 d'empreses de construcció, 104 d'empreses de comerç i reparació d'automòbils, 33 d'empreses de transport, 24 d'empreses d'hostatgeria i restauració, 6 d'empreses d'informació i comunicació, 10 d'empreses financeres, 11 d'empreses immobiliàries, 35 d'empreses de serveis, 56 d'entitats de l'administració pública i 23 d'empreses classificades com a «altres activitats de serveis».
Dels 114 establiments de servei als particulars que hi havia el 2009, 1 era una comissaria de policia, 1 gendarmeria, 4 oficines de correu, 2 oficines bancàries, 12 tallers de reparació d'automòbils i de material agrícola, 2 tallers d'inspecció tècnica de vehicles, 5 autoescoles, 15 paletes, 10 guixaires pintors, 9 fusteries, 7 lampisteries, 7 electricistes, 6 empreses de construcció, 8 perruqueries, 3 veterinaris, 14 restaurants, 3 agències immobiliàries, 2 tintoreries i 3 salons de bellesa.
Dels 34 establiments comercials que hi havia el 2009, 1 era, 4 supermercats, 1 un supermercat, 1 una gran superfície de material de bricolatge, 2 botiges de menys de 120 m², 8 fleques, 4 carnisseries, 3 llibreries, 2 botigues de roba, 1 una botiga de roba, 2 botigues d'electrodomèstics, 1 una botiga de mobles, 1 una perfumeria i 3 floristeries.
L'any 2000 a Canteleu hi havia 6 explotacions agrícoles.

## Equipaments sanitaris i escolars
El 2009 hi havia 1 psiquiàtric, 1 centre de salut, 8 farmàcies i 2 ambulàncies.
El 2009 hi havia 5 escoles maternals i 6 escoles elementals. A Canteleu hi havia 2 col·legis d'educació secundària i 1 liceu d'ensenyament general. Als col·legis d'educació secundària hi havia 852 alumnes i als liceus d'ensenyament general 442.
Canteleu disposava d'un centre de formació no universitària superior de formació sanitària.

## Poblacions més properes
El següent diagrama mostra les poblacions més properes.